# Список наград и номинаций Дэвида Боуи
Дэвид Боуи — британский музыкант и актёр. Начал свою музыкальную карьеру в 1966 году, получил первую награду в 1969 году — премию Ivor Novello за песню «Space Oddity». Первым успешным альбомом музыканта был диск Hunky Dory (1971), он достиг третьей строчки в британском чарте. Следующие одиннадцать студийных альбомов Боуи попадали в первую десятку британского хит-парада, четыре из них стали #1. Но несмотря на это, Боуи не получал ни музыкальных наград ни номинаций до начала 1980-х. С тех пор он стал лауреатом четырнадцати наград за свою музыку, в том числе: четыре Brit Awards в номинациях «Лучший британский сольный артист» (1984, 2014 годы), «За выдающийся вклад в музыку» (1996 год) и «Икона» (2016); две премии Грэмми «За лучшее короткометражное музыкальное видео» (1985 год) и награду «За жизненные достижения» (2006 год); три статуэтки MTV Video Music Awards «За лучшее мужское видео» (видеоклип на песню «China Girl»), премию «Video Vanguard Award» (стал одним из первых, кому была вручена эта награда, 1984 год) и «Best Overall Performance in a Video» (за клип на песню «Dancing in the Street», 1986 год).
Боуи начал свою актёрскую карьеру в 1967 году, снявшись в короткометражном фильме «The Image». Его дебют в главной роли состоялся в научно-фантастической киноленте «Человек, который упал на Землю» (1976), за эту работу он был награждён премией «Сатурн» в номинации «Лучший актёр главной роли», в 1976 году. Боуи был одним из первых музыкантов, которые начали проявлять интерес к всемирной паутине, в 2007 году он стал лауреатом веб-премии Webby Awards за «расширение границ между искусством и высокими технологиями». По состоянию на 2017-й год, в общей сложности Дэвид Боуи имеет 21 награду и 71 номинацию.

## American Music Awards
Награду American Music Award присуждают за выдающиеся достижения в области звукозаписывающей индустрии. Боуи получил одну номинацию.
| Год  | Номинирован | Награда                           | Итог      |
| ---- | ----------- | --------------------------------- | --------- |
| 1984 | Дэвид Боуи  | Лучшее мужское поп/рок-исполнение | Номинация |

## BAFTA Television Awards
BAFTA — премия Британской академии кино и телевизионных искусств, вручается за достижения в следующих областях: кинематография, телевидение, компьютерные игры, искусство для детей. Боуи получил одну номинацию.
| Год  | Номинирован        | Награда                        | Итог      |
| ---- | ------------------ | ------------------------------ | --------- |
| 1994 | Будда из пригорода | Лучшая оригинальная телемузыка | Номинация |

## BRIT Awards
BRIT Awards — престижная британская премия в области популярной музыки. Боуи получил десять номинаций, в четырёх из которых победил.
| Год  | Номинирован     | Награда                       | Итог      |
| ---- | --------------- | ----------------------------- | --------- |
| 1984 | Дэвид Боуи      | Лучший британский исполнитель | Победа    |
| 1985 | Дэвид Боуи      | Лучший британский исполнитель | Номинация |
| 1994 | «Jump They Say» | Лучший британский видеоклип   | Номинация |
| 1998 | «Little Wonder» | Лучший британский видеоклип   | Номинация |
| 2000 | Дэвид Боуи      | Лучший британский исполнитель | Номинация |
| 2004 | Дэвид Боуи      | Лучший британский исполнитель | Номинация |
| 2014 | Дэвид Боуи      | Лучший британский исполнитель | Победа    |
| 2014 | The Next Day    | Лучший британский альбом      | Номинация |
| 2017 | Дэвид Боуи      | Лучший британский исполнитель | Победа    |
| 2017 | Blackstar       | Лучший британский альбом года | Победа    |

### Специальные награды
| Год  | Награда                               | Итог    |
| ---- | ------------------------------------- | ------- |
| 1996 | За выдающийся вклад в развитие музыки | Награда |
| 2016 | Икона                                 | Награда |

## Daytime Emmy Awards
Daytime Emmy Awards (рус. Дневная премия «Эмми») — награда, вручаемая Нью-Йоркской Национальной Академией Телевизионных Искусств и Наук и Лос-Анджелесской Академией Телевизионных Искусств и Наук в знак признания передового опыта в дневных американских телевизионных программах. Боуи получил одну номинацию, в которой одержал победу.
| Год  | Номинирован                                                     | Награда                           | Итог   |
| ---- | --------------------------------------------------------------- | --------------------------------- | ------ |
| 2003 | За документальный фильм «Hollywood Rocks the Movies: The 1970s» | Outstanding Special Class Special | Победа |

## Golden Globe
Golden Globe (рус. Золотой глобус) — американская кинопремия, присуждается Голливудской ассоциацией иностранной прессы с 1944 года за кинофильмы и телевизионные картины. Боуи получил одну номинацию.
| Год  | Номинирован                                        | Награда                   | Итог      |
| ---- | -------------------------------------------------- | ------------------------- | --------- |
| 1983 | «Theme from Cat People» (из кинофильма Люди-кошки) | Лучшая песня к кинофильму | Номинация |

## GQ Awards
Награда GQ Awards присуждается мужским журналом GQ. Боуи получил одну номинацию, в которой одержал победу.
| Год  | Номинирован | Награда                     | Итог   |
| ---- | ----------- | --------------------------- | ------ |
| 2000 | Дэвид Боуи  | Самый стильный мужчина года | Победа |

## Grammy
Grammy (рус. Грэмми) — музыкальная премия Американской академии звукозаписи. Является одной из самых престижных наград в современной музыкальной индустрии, которую можно сравнить с наградой «Тони» в театре или премией «Оскар» в кинематографе. Боуи получил четырнадцать номинаций, в пяти из которых победил.
| Год  | Номинирован                     | Награда                                     | Итог      |
| ---- | ------------------------------- | ------------------------------------------- | --------- |
| 1984 | Let’s Dance                     | Альбом года                                 | Номинация |
| 1984 | «Cat People (Putting Out Fire)» | Лучшее мужское вокальное рок-исполнение     | Номинация |
| 1985 | «Jazzin' for Blue Jean»         | Лучшее короткое музыкальное видео           | Победа    |
| 1985 | «Blue Jean»                     | Лучшее мужское вокальное рок-исполнение     | Номинация |
| 1998 | Earthling                       | Лучший альтернативный альбом                | Номинация |
| 1998 | «Dead Man Walking»              | Лучшее мужское вокальное рок-исполнение     | Номинация |
| 2001 | «Thursday's Child»              | Лучшее мужское вокальное рок-исполнение     | Номинация |
| 2004 | «New Killer Star»               | Лучшее мужское вокальное рок-исполнение     | Номинация |
| 2014 | «The Stars (Are Out Tonight)»   | Лучшее рок-исполнение                       | Номинация |
| 2014 | The Next Day                    | Лучший рок-альбом                           | Номинация |
| 2017 | «Blackstar»                     | Лучшее рок-исполнение                       | Победа    |
| 2017 | «Blackstar»                     | Лучшая рок-песня                            | Победа    |
| 2017 | Blackstar                       | Лучший альтернативный альбом                | Победа    |
| 2017 | Blackstar                       | Лучший инжиниринг альбома, не классического | Победа    |

### Специальные награды
| Год  | Награда                 | Итог    |
| ---- | ----------------------- | ------- |
| 2006 | За жизненные достижения | Награда |

## Ivor Novello Awards
Ivor Novello Awards (также известная как The Ivors) — музыкальная награда, учрежденная в 1955 году Британской академией композиторов и авторов. Награда призвана отмечать наивысшие достижения британских композиторов, аранжировщиков и авторов-песенников. Боуи получил одну номинацию, в которой одержал победу.
| Год  | Номинирован за | Награда                       | Итог   |
| ---- | -------------- | ----------------------------- | ------ |
| 1969 | «Space Oddity» | Специальная премия за новизну | Победа |

## Juno Awards
Juno Award — ежегодная премия, вручается канадским музыкантам и группам за их художественные и технические достижения во всех аспектах музыки. Также, в церемонию награждения включаются новые члены Канадского Музыкального Зала Славы. Боуи имеет две номинации.
| 1984 | Let's Dance   | Международный альбом года | Номинация |
| 1984 | «Let's Dance» | Международный сингл года  | Номинация |

## Mercury Prize
Mercury Prize — ежегодная музыкальная премия, присуждаемая с 1992 года за лучший альбом в Великобритании и Ирландии. Боуи имеет три номинации.
| Year | Номинирован за | Награда       | Итог      |
| ---- | -------------- | ------------- | --------- |
| 2002 | Heathen        | Mercury Prize | Номинация |
| 2013 | The Next Day   | Mercury Prize | Номинация |
| 2016 | Blackstar      | Mercury Prize | Номинация |

## Mojo Awards
Награда MOJO Awards присуждается британским музыкальным журналом Mojo. Боуи имеет четыре номинации.
| Год  | Номинация за | Награда                            | Итог      |
| ---- | ------------ | ---------------------------------- | --------- |
| 2004 | Дэвид Боуи   | Icon Award (Икона музыки)          | Номинация |
| 2004 | Дэвид Боуи   | Inspiration Award (За вдохновение) | Номинация |
| 2005 | Дэвид Боуи   | Icon Award (Икона музыки)          | Номинация |
| 2006 | Дэвид Боуи   | Icon Award (Икона музыки)          | Номинация |

## MTV

### MTV Movie Awards
MTV Movie Awards — ежегодное телевизионное шоу, в котором вручаются награды в области американского кино, организатором выступает телеканал MTV. Боуи имеет одну номинацию.
| Год  | Номинация за | Награда      | Итог      |
| ---- | ------------ | ------------ | --------- |
| 2002 | Zoolander    | Лучшее камео | Номинация |

### MTV Video Music Awards
MTV Video Music Awards — ежегодная церемония награждения в сфере видеоклипов, организатором выступает телеканал MTV. Боуи выиграл четыре награды и получил четырнадцать номинаций.
| Год  | Номинация за              | Награда                                  | Итог      |
| ---- | ------------------------- | ---------------------------------------- | --------- |
| 1984 | «China Girl»              | Лучшее мужское видео                     | Победа    |
| 1984 | «Modern Love»             | Лучшее сценическое выступление           | Номинация |
| 1984 | «China Girl»              | Лучшее выступление, в общем              | Номинация |
| 1984 | «China Girl»              | Лучшая операторская работа               | Номинация |
| 1984 | Дэвид Боуи                | За жизненные достижения                  | Победа    |
| 1985 | «Blue Jean»               | Лучшее сценическое выступление           | Номинация |
| 1986 | «Dancing in the Street»   | Лучшее выступление, в общем              | Победа    |
| 1987 | «Day in Day Out»          | Лучшее мужское видео                     | Номинация |
| 1998 | «I'm Afraid of Americans» | Лучшее мужское видео                     | Номинация |
| 1999 | www.davidbowie.com        | Лучший веб-сайт музыкального исполнителя | Номинация |
| 2016 | «Lazarus»                 | Лучшая режиссура                         | Номинация |
| 2016 | «Lazarus»                 | Лучший монтаж                            | Номинация |
| 2016 | «Lazarus»                 | Лучшая кинематография                    | Номинация |
| 2016 | «Blackstar»               | Лучшее художественное оформление         | Победа    |

## MuchMusic Video Awards
MuchMusic Video Awards — ежегодная премия, присуждается канадским музыкальным телеканалом MuchMusic. Награда создана, чтобы отмечать лучшие видеоклипы года. Боуи получил одну номинацию, в которой одержал победу.
| Год  | Номинация за              | Награда         | Итог   |
| ---- | ------------------------- | --------------- | ------ |
| 1998 | «I'm Afraid of Americans» | EyePopper Award | Победа |

## NME Awards
NME Awards присуждается британским музыкальным журналом New Musical Express. Боуи имеет четыре номинации.
| Год  | Номинация за | Награда                                  | Итог      |
| ---- | ------------ | ---------------------------------------- | --------- |
| 2013 | Дэвид Боуи   | Hero of the Year (Герой года)            | Номинация |
| 2013 | Дэвид Боуи   | «Where Are We Now?» (Лучшее видео)       | Номинация |
| 2014 | Дэвид Боуи   | Best Solo Artist (Лучший сольный артист) | Номинация |
| 2014 | Дэвид Боуи   | Hero of the Year (Герой года)            | Номинация |

## Q Awards
Q Awards присуждается британским музыкальным журналом Q. Боуи имеет одну награду и девять номинаций.
| Год  | Номинирован                   | Награда                                       | Итог      |
| ---- | ----------------------------- | --------------------------------------------- | --------- |
| 1995 | Дэвид Боуи                    | Q Inspiration Award (За вдохновение)          | Победа    |
| 2002 | Heathen                       | Best Producer (Лучший продюсер)               | Номинация |
| 2004 | Дэвид Боуи                    | Best Live Act (Лучшее концертное выступление) | Номинация |
| 2013 | «Where Are We Now?»           | Best Track (Лучший трек)                      | Номинация |
| 2013 | «The Stars (Are Out Tonight)» | Best Video (Лучшее видео)                     | Номинация |
| 2013 | The Next Day                  | Best Album (Лучший альбом)                    | Номинация |
| 2013 | Дэвид Боуи                    | Best Solo Artist (Лучший сольный исполнитель) | Номинация |
| 2013 | Дэвид Боуи                    | Best Act in the World Today (Лучший в мире)   | Номинация |
| 2013 | David Bowie at the V&A        | Best Event (Лучшее событие)                   | Номинация |

## Saturn Awards
Saturn Award (рус. Сатурн) — американская кинопремия, вручаемая Академией научной фантастики, фэнтези и фильмов ужасов. Присуждается с 1972 года по результатам голосования членов Академии. Боуи получил одну номинацию, в которой одержал победу.
| Год  | Номинирован                    | Награда      | Итог   |
| ---- | ------------------------------ | ------------ | ------ |
| 1976 | Человек, который упал на Землю | Лучший актёр | Победа |

## WB Radio Music Awards
WB Radio Music Awards — ежегодная награда, вручается лучшим исполнителям и на радио диск-жокеям. Церемония награждения проходит в Соединённых Штатах. Боуи получил одну номинацию, в которой одержал победу.
| Год  | Номинирован | Награда                      | Итог   |
| ---- | ----------- | ---------------------------- | ------ |
| 1999 | Дэвид Боуи  | Legend Award (Живая легенда) | Победа |

## Webby Awards
Webby Awards — международная профессиональная интернет-премия. Присуждается ежегодно лучшим в мире веб-проектам (сайтам, интернет-рекламе, сетевым видеороликам, сервисам и сайтам для мобильных телефонов). Боуи получил одну номинацию, в которой одержал победу.
| Год  | Номинирован | Награда                                                      | Итог   |
| ---- | ----------- | ------------------------------------------------------------ | ------ |
| 2007 | Дэвид Боуи  | Webby Lifetime Achievement (Награда за жизненные достижения) | Победа |

## Прочие награды
- В 1996 году Дэвид Боуи был введён в Зал славы рок-н-ролла, на одиннадцатой ежегодной церемонии[38].
- 12 февраля 1997 года получил звезду на «Аллее славы» в Голливуде[39].
- В 1999 году Боуи стал Командором ордена искусств и литературы, который ему вручило французское правительство[40]. В том же году он получил степень почетного доктора в музыкальном колледже Беркли[41].
- В 2000 году Боуи отказался от британской награды Командора Британской империи, и титула рыцаря в 2003 году[42].
- В 2009 году, немецкий учёный Петер Ягер (нем. Peter Jager) открыл новый редкий вид пауков и решил назвать его в честь Дэвида Боуи. Представитель вида, получившего название Heteropoda davidbowie, был обнаружен исследователем в Малайзии. По словам аранеолога, на это его вдохновили тур Боуи Glass Spider и песня Ziggy Stardust[43][44].